# 핑크 모차르트
〈핑크 모차르트〉(ピンクのモーツァルト 핑크노모차르토[*])는 일본의 가수 마츠다 세이코의 18번째 싱글로, 1984년 8월 1일 발매되었다.(7" Vinyl: 07SH-1540) B사이드 곡은 〈유리 프리즘〉(硝子のプリズム 가라스노프리즈무[*])이다. 두 곡 모두 작사는 마츠모토 타카시, 작곡은 호소노 하루오미, 그리고 편곡을 작곡자인 호소노와 함께 마츠토야 마사타카가 공동으로 하였다.
가네보 화장품의 광고 삽입곡이였으며, 예전 가네보 광고의 삽입곡이였던 〈Rock'n Rouge〉의 경우와 마찬가지로 《밤의 히트 스튜디오》에서 똑같은 문제가 발생하게 된다. 이 프로그램의 주요 스폰서는 가네보의 라이벌 기업인 시세이도였기 때문이다. 마츠다는 발매 후 한 달가량 뒤인 9월 10일에서 딱 한 번 이 노래를 선보일 수 있었다.
이 곡으로 제26회 일본레코드대상에서 3년 연속으로 금상을 수상하게 된다. 마츠다는 제24회에서 〈연갈색 머메이드〉에서 처음으로 금상을 수상하였으며, 제25회에서도 〈유리 사과〉로 금상을 수상한 적이 있다.
1984년 8월 13일자 오리콘 주간 싱글차트에서 1위를 차지하였으며, 니혼 TV에서 방송되던 음악 프로그램인 《더 톱텐》에서도 1위에 오른 바 있다. 

## 수록곡
| #            | 제목                                         | 작사            | 작곡            | 편곡                                | 재생 시간 |
| ------------ | -------------------------------------------- | --------------- | --------------- | ----------------------------------- | --------- |
| 1.           | 〈〈핑크 모차르트〉〉 (ピンクのモーツァルト) | 마츠모토 타카시 | 호소노 하루오미 | 호소노 하루오미 / 마츠토야 마사타카 | 4:00      |
| 2.           | 〈〈유리 프리즘〉〉 (硝子のプリズム)         | 마츠모토 타카시 | 호소노 하루오미 | 호소노 하루오미 / 마츠토야 마사타카 | 3:36      |
| 총 재생 시간 | 총 재생 시간                                 | 총 재생 시간    | 총 재생 시간    | 총 재생 시간                        | 7:36      |